# Palazzo Caccialupi
Palazzo Caccialupi é um palácio renascentista localizado no número 47/54 do Vicolo Savelli, no rione Parione de Roma.

## História
Este palácio foi construído em 1488, no final do século XV, para Giambattista Caccialupi, um advogado e jurista da corte papal nativo de San Severino Marche segundo a inscrição decorada com o brasão da família esculpida na arquitrave do belo portal de mármore: "IOANISBAT CACIALUPI SEVERINAT CO ET ADVO ƆCIS" ("Giambattista Caccialupi, severiano, jurista e advogado"). As últimas quatro letras da inscrição indicam o ano da restauração do edifício utilizando os chamados "números romanos medievais", cuja origem remonta ao sistema de numeração etrusco; a data resultante equivale a 1669. Ele é mais conhecido por suas aulas sobre direito civil ministradas na Universidade de Siena, onde ele lecionou por trinta anos.

## Descrição
O edifício se apresenta em dois pisos e está encostado num dos lados no Palazzo Sora; a fachada está marcada por duas faixas de mármore que servem de cornija marcapiano e por belas janelas arquitravadas sustentadas por mísulas. Muito elegante também é o pátio interno, com lógia e pórtico de dois andares marcado por duas ordens de arcadas assentadas em três colunas de granito amarelo, das quais as duas nas extremidades estão parcialmente muradas.